# Saint-Félix-de-Tournegat
Saint-Félix-de-Tournegat település Franciaországban, Ariège megyében. Lakosainak száma 152 fő (2022. január 1.). Saint-Félix-de-Tournegat La Bastide-de-Lordat, Le Carlaret, Lapenne, Ludiès, Manses, Les Pujols, Saint-Amadou, Teilhet és Vals községekkel határos.

## Népesség
A település népessége az elmúlt években az alábbi módon változott:
| Lakosok száma | 131  | 97   | 104  | 124  | 139  | 139  | 142  | 152  | 153  | 152  |
|               | 1968 | 1982 | 1990 | 2006 | 2013 | 2015 | 2017 | 2019 | 2020 | 2022 |